# Mehmet Şevket Eygi
Mehmet Şevket Eygi (* 7. Februar 1933 in Ereğli; † 12. Juli 2019 in Istanbul) war ein türkischer islamistischer Kolumnist der Millî Gazete. Zeitlebens trat er als antisemitischer Verschwörungsideologe und Holocaustleugner in Erscheinung.

## Leben
Mehmet Şevket Eygi wurde 1933 in Ereğli geboren, das damals zu Kastamonu gehörte. Mehmet war der Name seines Vaters, Şevket der Name seines Großvaters und seiner Großmutter mütterlicherseits. Eygi besuchte von 1940 bis 1952 das Galatasaray-Gymnasium in Istanbul. Dort absolvierte er die Grundschule und das Gymnasium.
Dank eines Stipendiums studierte er Politikwissenschaften an der Fakultät für Politische Wissenschaften (auch Mülkiye genannt) der Universität Ankara. Daneben arbeitete er im örtlichen französischen Kulturzentrum.
Im Jahre 1956 schloss er sein Studium ab. Er arbeitete anschließend im Sprachendienst des Diyanet İşleri Başkanlığı als Übersetzer. Zusammen mit Freunden brachte er 1957 die Zeitschrift "İslam" heraus. Seinen Militärdienst schloss er 1958 als Unteroffizier der Reserve ab.
Im Jahre 1961 wurde Eygi erstmals zu einer Haftstrafe verurteilt, weil er – nach eigener Aussage – in einem Artikel die Auffassung vertreten hatte, dass die niederträchtigsten Verbrechen diejenigen seien, die im "Schatten des Gesetzes" begangen würden.
Im Jahre 1965 nahm Mehmet Şevket Eygi eine Arbeit als Journalist der Tageszeitung Bugün auf. Am Vorabend des sogenannten „blutigen Sonntags“ (Kanlı Pazar) vom 16. Februar 1969 rief Eygi in der Zeitung Bugün die Leser dazu auf, sich für den Dschihad bereitzuhalten. Ein Krieg zwischen den Muslimen und den „roten Ungläubigen“ sei unvermeidlich und kein Muslim dürfe abseitsstehen. Kurz darauf verließ Eygi wegen der drohenden Strafverfolgung die Türkei. Er blieb insgesamt fünfeinhalb Jahre im Ausland. Er verbrachte zunächst einige Monate in Saudi-Arabien, zwei Wochen in Jordanien, drei Monate in Beirut und blieb schließlich in Deutschland. Kurzzeitig wohnte Eygi auch in Paris.
Im Herbst 1974 kehrte er in die Türkei zurück. Dort arbeitete er eigenen Angaben zufolge bei der Son Haber, war Chefredakteur der Tageszeitung Zaman für drei Monate und arbeitete einige Monate bei der Tageszeitung Son Çağrı.
Im Jahre 1991 nahm er seine unentgeltliche Tätigkeit für die Millî Gazete auf, die er bis zu seinem Tod ausübte. Einige Zeit später wurde er zu einer 28-monatigen Haftstrafe verurteilt wegen Artikeln, die er in den 1980er-Jahren publiziert hatte.
Im Jahre 2002 wurde Eygi wegen einer Kolumne mit dem Titel "Der Religionsfeindlichkeitsterror" zu 20 Monaten Haft verurteilt. Im Jahr 2005 folgte eine Verurteilung wegen Volksverhetzung zu einem Jahr Haft. Diese wurde nach einem Revisionsverfahren in eine achtmonatige Haftstrafe umgewandelt.
Mehmet Şevket Eygi war nicht verheiratet. Er betrachtet sich selbst innerhalb der islamischen Bewegung als isoliert. Auch Ertuğrul Özkök, Chefredakteur der Hürriyet, beschreibt ihn als "einsam innerhalb der islamischen Welt".
Am 12. Juli 2019 verstarb Mehmet Şevket Eygi und nach einer Zeremonie an der Fatih-Moschee wurde er auf dem Merkezefendi-Friedhof begraben. An seiner Beerdigung nahmen neben Präsident Recep Tayyip Erdoğan mehrere Minister und Abgeordnete teil.

## Ideologie

### Islam
Seit seiner Jugend ist Eygi ein religiöser Mensch. Eygi hält den Laizismus, der in den 1920er- und 1930er-Jahren in der Türkei eingeführt wurde, für einen „historischen Unfall“. Er vertritt einen rigiden, orthodoxen und fundamentalistischen Islam, den er vor Neuerungen (bidʿa) und menschlichen Einflüssen bewahren möchte. Einen „gemäßigten“, „verwässerten“, „gezähmten“, „toleranten“ und „diaologorientierten“ Islam ohne Fiqh, Scharia und Dschihad lehnt er als „Islam-Light“ ab. Ein Islam, der europäischen Standards angepasst werde, sei nicht mehr der wahre Islam. Ein solcher Islam sei das Ziel von „Kreuzfahrern und Zionisten“. Diese wollten ferner einen ihnen genehmen Kalifen einsetzen.

### Krypto-Juden und Freimaurer
Interessensschwerpunkt Eygis sind die sogenannten Sabetaycı. Diese Sabetaycı sind vermeintliche heutige Anhänger Shabbetaj Zvis, Juden, die – so Eygis Auffassung – als Muslime getarnt, die Geschicke der Türkei im Geheimen lenkten. Eygi beschreibt Adnan Menderes als Sabetaycı, dessen Todesurteil ebenfalls die Sabetaycı getroffen hätten. Im Jahre 1968 hätten nach eigener Aussage „die Juden“ zweimal versucht, ihn mit mehreren Millionen Lira zu bestechen, damit er aufhöre, über die Sabetaycı zu schreiben. Sein größter Fehler sei es gewesen, gleichzeitig gegen Juden, Freimaurer, Marxisten und Kemalisten vorgegangen zu sein.
Im Jahr 2005 glaubte er, Opfer von Nachstellungen und Rachegelüsten der Krypto-Juden zu sein, da er sie ans Licht der Öffentlichkeit gezerrt habe. Sie gäben sich als Muslime aus, obwohl sie Juden seien, und schürten Hass unter den Muslimen.

### Holocaustleugnung
In einem Artikel in der Millî Gazete vom 12. April 2006, in dem er sich mit dem Geschichtsrevisionisten David Irving solidarisierte, leugnete Eygi den Holocaust. Eygi propagierte in seinem Artikel die Verschwörungstheorie, dass es „legitim und berechtigt“ sei, den Holocaust öffentlich anzuzweifeln. Verurteilungen wegen Holocaustleugnung seien hingegen Menschenrechtsverletzungen und unvereinbar mit der Meinungsfreiheit. Ferner ergänzte Eygi, dass der Massenmord in Europa nicht von den Nationalsozialisten an den Juden, sondern von den Engländern und Amerikanern an der deutschen Zivilbevölkerung und den deutschen Soldaten verübt worden sei.

## Bücher von Mehmet Şevket Eygi
- Yahudi Türkler Yahut Sabetaycılar. İki Kimlikli, Gizli, Esrarlı ve Çok Güçlü Bir Cemaat. Istanbul 2000 [Jüdische Türken oder Sabetaycı. Eine geheime, geheimnisvolle und sehr einflussreiche Gemeinde mit doppelter Identität.]